# Siccia baibarensis
Siccia baibarensis är en fjärilsart som beskrevs av Matsumura 1927. Siccia baibarensis ingår i släktet Siccia och familjen björnspinnare. Inga underarter finns listade i Catalogue of Life.